# VOEA Savea (P203)

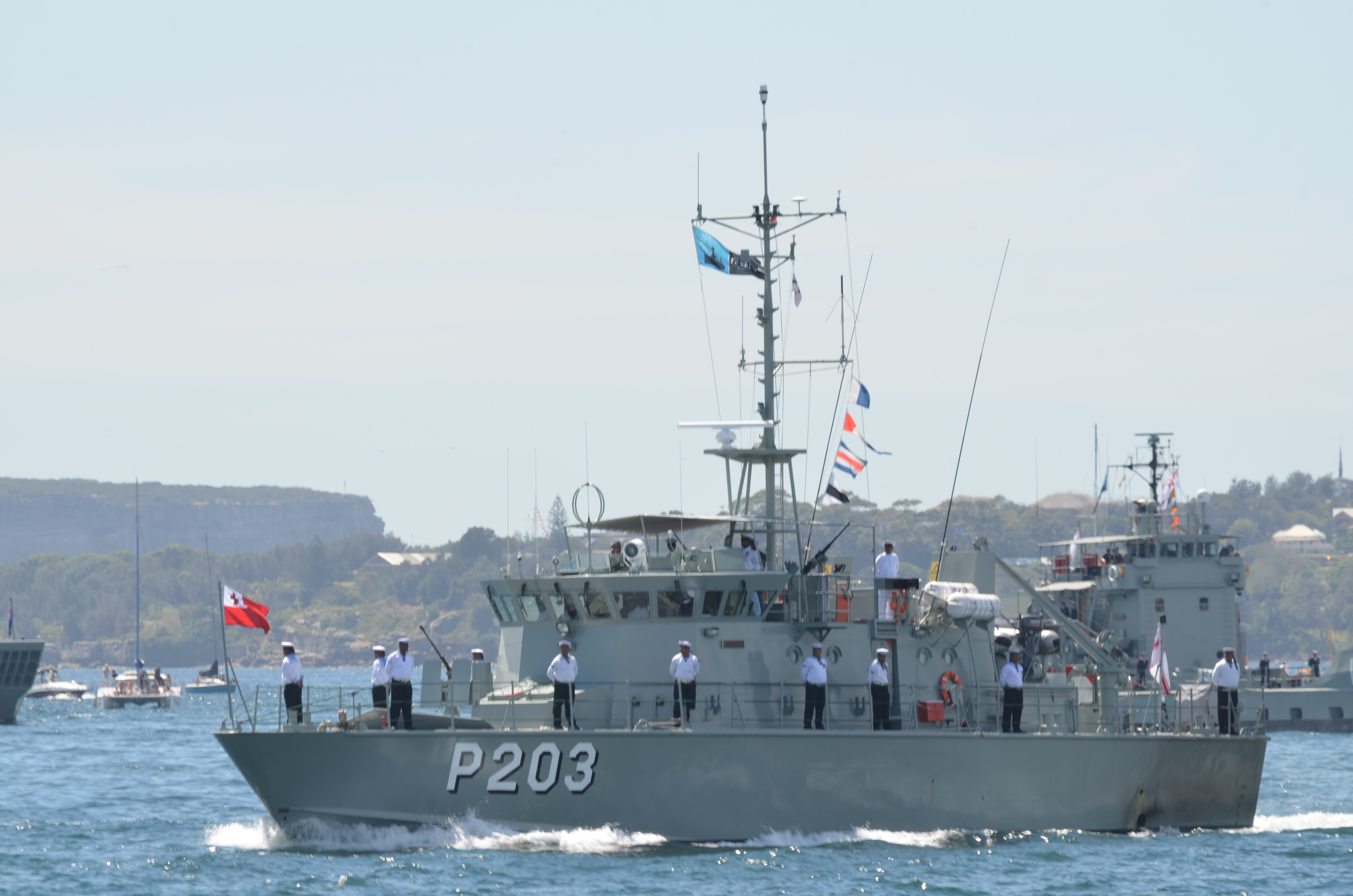
VOEA Savea (P203)

VOEA Savea (P203) fue un buque patrullero del Foro del Pacífico operado por la Marina de Tonga entre 1989 y 2019.
En junio del 2019 fue reemplazado por el VOEA Ngahau Koula.

## Antecedentes
Cuando la Convención de las Naciones Unidas sobre el Derecho del Mar extendió la zona económica exclusiva de las naciones marítimas, Australia diseñó y construyó 22 buque patrulleros para 12 de los miembros del Foro del Pacífico. Los proporcionó de forma gratuita, además ayudó a construir instalaciones portuarias y brindó capacitación. Esto permitió a sus vecinos detectar contrabandistas, pescadores de caza furtiva y proporcionar servicios. 
Australia reemplazará al Savea y sus dos buques gemelos con dos poco más grandes y más capaces entre 2019 y 2020.

## Diseño
Los buques de 31,5 metros desplazan 162 toneladas, y se construyen utilizando Componentes comerciales salidos del estante (COTS), en lugar de equipos más caros, de alto rendimiento y de grado militar, para aliviar la carga de mantenimiento.

## Historia operacional
En 1999 el Savea trasladó a científicos del Ministerio de Tierras y Recursos Naturales para estudiar un volcán que emergió del océano a principios de enero de ese año. Una isla volcánica recién emergida se observó desde el aire el 8 de enero a 35 km al noroeste de la isla de Tongatapu. Cuando se observó por primera vez, la isla tenía aproximadamente 300 m de largo, con 100 m de cono de ceniza. El cono estaba expulsando humos visiblemente.  
El 24 de agosto de 2009, el Savea fue enviado a rescatar al yate Santana.  En él se encontraba su capitán y un solo miembro de la tripulación. 
En 2009, tras 20 años de servicio, el Savea se trasladó a Australia para ser reparado. En octubre de 2017 fue sometido a un reacondicionamiento.